# 모욕죄
모욕죄(侮辱罪, 영어: contempt, insult)는 공연히 사람을 모욕하여 사회적 평가를 해할 때 성립하는 범죄를 말한다.

## 개요
표현의 자유를 중시하는 미국이나 서유럽 각국에서는 모욕죄는 물론 명예훼손죄도 형법상의 범죄가 아니다. 다만, 민사상의 불법행위로 위자료 청구의 대상이 된다.
독일과 일본은 명예훼손죄와 모욕죄를 형법에 규정하고 있으나, 대한민국 형법이 명예훼손죄를 반의사불벌죄로 하고 있는 데 반해, 이 두 나라는 모욕죄와 함께 명예훼손죄를 친고죄로 하고 있다. 또한 독일에서는 표현의 자유가 위축되는 것을 우려하여 명예훼손죄와 모욕죄를 비범죄화하려는 방안이 논의되고 있다.

## 대한민국
형법에서 범죄가 아닌 국가에서 민사 배상 제도가 있듯 한국도 헌법 제21조에서 '허가나 검열을 금지하는 언론ㆍ출판으로 타인의 명예나 권리를 침해한 때 피해자는 이에 대한 피해의 배상을 청구할 수 있다.'고 정하지만 형법도 처벌 규정을 정하고 있다.
대한민국에서 모욕죄는 1년 이하의 징역 또는 200만원 이하의 벌금에 쳐해지는 법정 형량은 둘째치고 수사기관이나 법관의 주관적 잣대에 의하여 표현의 자유를 제한한다는 논란이 있어 법원이 무죄를 선고하거나 기소유예 처분에 대해 헌법재판소가 이를 취소하는 사례가 있다 
피해자의 고소가 있어야 공소를 제기할 수 있는 친고죄이며 6개월 내에 고소하여야 한다. 대부분  서면으로 재판하는 약식명령으로 재판이 이루어진다. 원칙적으로는 경찰이 벌금 20만원 이하의 벌금에 처하는 즉결심판에 회부할 수도 있다.
정보통신망 등의 법률에서 모욕죄가 없어 문제라고 판단한 이명박 정부에서 사이버 모욕죄 입법을 추진하였으나, 시민사회의 반대로 무산되었으며 대신 형법 모욕죄를 인터넷에도 적용하다 보니 담벼락에 낙서한 것을 처벌하는 것이 되어 평등권 침해 논란이 있을 뿐만 아니라 특별법 우선 원칙에 반하기도 한다.
세월호 침몰 사건이 있었을 때 경찰과 포털사이트가 합동으로 내사를 진행하여 많은 네티즌을 모욕죄로 벌금형에 처했는데 일부 사건에서 무죄가 선고되기도 했지만(대법원2017도13029) 일베저장소 게시판에 단원고 교복을 입은 학생이 어묵꼬치를 들고 먹는 포즈를 취하고 있는 사진에 “친구 먹었다”라는 제목으로 게재하면서 “바다에 수장된 친구 살을 먹은 물고기가 오뎅이 됐고, 그 오뎅을 자기가 먹었다는 뜻”이라는 내용을 적어 유가족이 오열하는 등 사회적인 논란과 함께 학교 측에서 고소를 진행하여 20대 남성을 구속했는데 수원지법 안산지원 형사2단독 박윤정 판사는 사고로 구조된 단원고 학생을 피해자로 제한하여 징역 4월을 선고했다. 이 과정에서 2008년부터 네이버 아이디 2개와 다음 아이디 3개로 9000여개 댓글을 게시한 것으로 논란이 된 수원지방법원 이영한 부장판사가 "세계 최초로 모욕죄로 구속된 사건"이라며 "표현의 자유를 이렇게 짓밟아도 되나?"라고 말한 것이 드러나기도 했다.
가수 겸 배우 수지는 2015년 인터넷 포털사이트에 자신에 대해 "언플이 만든 거품. 그냥 국민호텔녀.", "영화폭망 퇴물 수지를 왜 설현한테 붙임? 제왑 언플 징하네."라는 댓글을 게시한 30대 남성을 고소하여 이루어진 약식명령에 피고인이 불복하여 열린 정식재판에서 서울북부지법 김유정 판사는 "이씨가 댓글에 쓴 '거품' '국민호텔녀' '영화폭망' '퇴물'등의 표현은 수지의 사회적 평가를 저하시킬만한 모욕적 언사로 보기에 충분하다"며 2017년 4월 벌금 100만원을 선고했으나 항소심을 맡은 서울북부지법 형사항소2부(부장 박이규)는 11월 3일 원심을 깨고 지난 무죄를 선고했다.
이와달리 체조선수 손연재에 대해 '돈연재' '더 X되기 전에 은퇴코스 밟네' 등의 표현이 담긴 댓글을 단 30대 남성, 유명 웹툰 작가에 대해 '한남충'이라고 쓴 20대와 '강용석=쓰레기'라는 댓글을 단 40대도 각각 벌금 30만원, 배우 송혜교에 대해 스폰서 의혹을 제기하며 '새누리 할배들 스폰서로 둔 X는 좋아할 수 없지' '송탈세 뒤에 뭔가 있는 듯' 등 댓글을 단 20대에게는 명예훼손죄가 인정돼 벌금 300만원이 선고되는 등 사건마다 논란이 있다.

### 관련 법률
형법 제311조 (모욕)공연히 사람을 모욕한 자는 1년 이하의 징역이나 금고 또는 200만원 이하의 벌금에 처한다.
대한민국 형법에는 제311조에 모욕죄의 일반규정을 두고 있고, 그 밖에 형법 제107조 제2항, 제108조 제2항에 외국원수에 대한 모욕죄 및 외국사절에 대한 모욕죄를 각각 규정하고 있다.
일반모욕죄는 피해자 등의 고소가 있어서 기소할 수 있는 친고죄이고, 외국원수나 외국사절에 대한 모욕죄는 반의사불벌죄이다. 친고죄에 대하여는 범인을 알게 된 날로부터 6월을 경과하면 고소하지 못한다. 단, 고소할 수 없는 불가항력의 사유가 있는 때에는 그 사유가 없어진 날로부터 기산한다.
형법 외에 군형법에는 상관모욕죄와 초병모욕죄가 있으며, 전투경찰대설치법에 상관모욕죄가 있다.

### 공연성
명예훼손죄와 같다. 즉, 일본 형법의 영향으로 공연성을 요구하며, 판례는 전파성의 이론을 인정하지만 당초 모욕이라는 것이 문자를 대상으로 하는 명예훼손과 달리 대면하고 있는 사람에 대해 말하는 것이라 서울시에서 말한 것을 제주도 사람이 듣고 "그렇게 말하였더라"라고 전한 이후에 말한 사람을 고소하는 것이라 대면하고 있을 때 현장에서 느끼는 수치심과 모멸감으로부터 보호하는 것을 목적으로 하기에 단톡방과 같이 현장에 같이 있었다는 것이 증명되는 것이 아닌 이상 법리를 오해한 면이 있다.
대법원 판례에 의하면 형법 제311조의 " 공연히" 라 함은 다수인 혹은 불특정인이 견문할 수 있는 상황을 말하는데, 이 내용은 생략된 부분이 있기 때문에 주의하여 해석할 필요가 있다. 먼저 '다수인'은 앞에 '불특정한 또는 특정한'이라는 단어를 넣고 해석해야 한다. 목격자의 숫자가 다수인 경우 특성이 불특정하든 특정하든 상관없다는 뜻이다. '불특정'은 뒤에 '다수인 또는 소수인'을 넣고 해석해야 한다. 목격자의 특성이 불특정 한 경우 그 숫자가 다수이든 소수이든 상관없다는 뜻이다. 이 내용을 정리하면 '제삼자가 불특정 하다면 그 숫자가 다수이든 소수이든 상관없이 공연성이 인정되고, 제삼자의 숫자가 다수인 경우 그 특성이 불특정 하든 특정하든 상관없이 공연성이 인정된다'라고 만들 수 있다. 여기서 눈여겨 보아야할 점은 공연성이 부정되는 경우이다. 위의 문장을 해석해보면 총 4가지의 경우의 수가 나오게 되는데, 이 중 목격자의 숫자가 소수이고, 그 특성이 특정한 경우 유일하게 공연성이 부정된다.
- 여러 사람이 있는데서, 갑은 을을 향해 "저 망할년 저기 오네"라고 말했다. 대법원은 모욕죄라고 보았다.(90도873)
- "빨갱이 계집년" "만신" "첩년"(81도2280)
- "개 같은 잡년아, 시집을 열두 번을 간 년아, 자식도 못 낳는 창녀 같은 년"(85도1629)
- "아무것도 아닌 똥꼬다리 같은 놈이 잘 운영되어 가는 어촌계를 파괴하려 한다"(88도1397)
- 갑과 을 둘만이 있는데서, 갑이 을에게 욕설을 하였는데, 을이 스스로 타인에게 전파한 경우, 대법원은 전파가능성이 없어서 공연성이 없다고 본다.(2004도2880, 명예훼손죄 사건)
- 갑과 병 둘만이 있는데서, 갑이 을에게 욕설을 한 경우, 병이 을과 신분관계상 밀접한 관계가 있는 경우(가족, 친척, 고용관계, 친구 등)에는 전파가능성이 없어서 공연성이 없다고 보지만, 병이 을과 특별한 관계가 아닌 경우(동네사람)에는, 비록 1인에게만 한 말이라도, 전파가능성이 인정된다.(81도2152, 83도2190, 83도2222, 명예훼손죄 사건)

### 사실의 적시
명예훼손죄와 다르다. 명예훼손의 경우에는 사실의 적시가 필요하나, 모욕죄는 그러한 것이 없는, 그냥 욕만으로도 성립된다. 반의사불벌죄인 명예훼손죄가 성립하면, 검사는 피해자측의 고소가 없어도 기소를 할 수 있다. 그러나 친고죄인 모욕죄의 경우에는 반드시 피해자측이 고소를 해야만 검사가 기소를 할 수 있다.
명예훼손죄에 있어서의 사실의 적시는 사람의 사회적 가치 내지 평가를 저하시키는 구체적 사실의 적시를 요하며 단지 모욕적 언사를 사용하는 것은 모욕죄에 해당할 뿐 명예훼손죄에 해당하지는 않는다.

### 위법성 조각
모욕죄에서 말하는 모욕이란, 사실을 적하지 아니하고 사람의 사회적 평가를 저하시킬 만한 추상적 판단이나 경멸적 감정을 표현하는 것으로, 어떤 글이 특히 모욕적인 표현을 포함하는 판단 또는 의견의 표현을 담고 있는 경우에도 그 시대의 건전한 사회통념에 비추어 그 표현이 사회상규에 위배되지 않는 행위로 볼 수 있는 때에는 형법 제20조에 의하여 예외적으로 위법성이 조각된다

### 위헌심판

#### 2013년 사건
다수의견으로 "모욕죄의 입법목적과 취지 등을 종합할 때 건전한 상식과 통상적인 법 감정을 가진 일반인이면 금지되는 행위가 무엇인지를 예측할 수 있고 대법원이 객관적 해석기준을 제시해 자의적으로 해석할 염려가 없는 만큼 명확성 원칙에 위배되지 않는다"고 했으나 박한철·김이수·강일원 재판관은 "단순히 부정적·비판적 내용이 담긴 판단과 감정 표현까지 규제할 수 있어 범위가 지나치게 넓다"면서 "표현의 자유를 훼손하는데다 상당수 국가에서 모욕죄가 부분적으로 폐지되거나 실질적으로 사문화된 점 등을 감안하면 국제인권기준에도 부합하지 않는다"며 반대의견을 냈다.

#### 판례
- 국가나 지방자치단체는 국민에 대한 관계에서 형벌의 수단을 통해 보호되는 외부적 명예의 주체가 될 수는 없으므로 명예훼손죄나 모욕죄의 피해자가 될 수 없다.[13]
- 모욕죄는 특정한 사람 또는 인격을 보유하는 단체에 대하여 사회적 평가를 저하시킬 만한 경멸적 감정을 표현함으로써 성립한다[14]

## 일본
일본 형법의 모욕죄는 본래 구류(1일 이상 30일 미만의 구금)나 과료(1만엔 미만)이나, 2022년 개정안에서는 추가적으로 경우에 따라서는 1년 이하의 징역이나 금고 혹은 30만엔 이하의 벌금까지 부과할 수 있도록 하고 있다.

제231조(모욕)사실을 적시하지 아니하여도 공공연하게 사람을 모욕한 자는 구류 또는 과료에 처한다.
제232조(친고죄)이 장의 죄는 고소가 없으면 공소를 제기할 수 없다. 고소권자가 천황, 황후, 태황태후, 황태후 또는 황태자일 때는 내각총리대신이, 외국의 군주 또는 대통령일 때는 그 나라의 대표자가 각각 대신하여 고소를 행한다.
— 일본 형법

2020년 여성 프로레슬러 출신으로 리얼리티 예능 프로그램 테라스 하우스에 출연하여 인기를 얻은 기무라 하나의 트위터에 “언제 죽을 거야?” “네 삶이 가치 있다고 생각해?” 등 300여 건의 댓글을 게시하고 피해자를 자살에 이르게 하여 약식기소된 20대 남성에 대해 법원이 벌금 9000엔을 선고했는데, 해당 사건을 엄벌화를 요구하는 여론이 강해지자 내각 회의에서 법 개정을 결의하였고 2022년 개정안이 국회를 통과하였다.

## 같이 보기
- 법정모욕죄
- 명예훼손죄
- 사이버 모욕죄